# قزلق (قرة باشلو)
قزلق (بالفارسية: قزلق) هي قرية تقع في إيران في قسم قرة باشلو الريفي. يقدر عدد سكانها بـ 145 نسمة .